# 藤原光家
藤原 光家（ふじわら の みついえ）は、鎌倉時代初期の公家・歌人。初名は定継のち清家（正治元年（1199年）改名）。藤原北家御子左流、権中納言・藤原定家の長男。官位は従五位上・侍従。

## 経歴
父は藤原定家、母は和歌において御子左家と競合関係にあった六条藤家の藤原季能の娘であったが、光家自身は公事や和歌の才能に恵まれず、建保3年（1215年）8月15日の内裏歌合では評者であった父・定家から「太尾籠、赧面無極（和歌のルールに適っていないことはなはだしく、恥ずかしいことこの上ない）」と酷評される有様であった。加えて建久年間に父・定家が光家の生母（藤原季能の娘）と離婚して西園寺実宗の娘と再婚しているが、後室の兄弟であった西園寺公経が九条道家を娘婿として朝廷にて重きをなし、定家と後室の間の子である藤原為家を猶子としていたことから、為家が定家の嫡男として扱われるようになると、光家の立場は微妙なものとなる。
そのため、光家は建仁2年（1202年）加賀権守に任ぜられた後、八条院及びその保護下にあった九条良輔、更にはその養嗣子となった九条教家に仕えた。ところが、九条良通・良経の相次ぐ死に伴って、八条院庇護下にあった九条良輔が九条家の中心的な存在となったため光家の立場にも変化が生じる。建暦元年（1211年）に昇殿が許されると、建保元年（1213年）には宇佐使に任じられるなど良輔の側近としての地位を得て、為家との差を縮めた。
ところが、建保6年（1218年）に九条良輔が没すると、九条家は良輔の甥で教家の実兄である九条道家（正室は為家の従兄弟）が率いることになり、九条教家やこれに仕える光家を圧迫した。最大の庇護者であった八条院を既に失っていた教家は、もう1人の後見人であった慈円の死に先立って、嘉禄元年（1225年）9月に出家する。良輔の没後出家の意向を持っていた光家も9月6日に同じく出家を遂げて浄照房と号した。このことを教家からの報告で知った定家は『明月記』に「此遁世尤可謂穏便」と記して、八条系九条家の消滅によって行くあてを失った光家には遁世しか選択の余地は無いとする態度を示している。皮肉にもこの年の12月に為家は蔵人頭に任じられている。
『明月記』天福元年（1233年）4月17日条に定家と浄照房（光家）が出家前に儲けた娘の行く末について相談したことが記されているものの、その後は九州方面に下ったとされること以外、動静は明らかでない。
勅撰和歌集に採録された和歌は無く、『浄照房集』と呼ばれる私家集が伝えられているのみである。

## 系譜
- 父：藤原定家
- 母：藤原季能の娘
- 妻：不詳
  - 男子：兼宝
  - 女子：